# Faverges-de-la-Tour
Faverges-de-la-Tour este o comună în departamentul Isère din sud-estul Franței. În 2009 avea o populație de 1.302 de locuitori.

## Evoluția populației
| An        | 1975 | 1982 | 1990  | 1999  | 2006  | 2009  |
| --------- | ---- | ---- | ----- | ----- | ----- | ----- |
| Populație | 731  | 818  | 1.000 | 1.107 | 1.265 | 1.302 |